# 米格-8试验机
米高扬-格列维奇设计局生产的米格-8（俄语：Микоян и Гуревич МиГ-8 «Утка»，意为“鸭子”）是一架实验飞机。该飞机由木材制成，于 1945 年设计和制造，用于测试新型鸭翼布局。它还使用了三轮起落架。而且，它还是米格设计局首次使用这种起落架的飞机之一。而后，它经过改装，用于测试各种垂直尾翼和翼尖小翼配置，最后又被用作联络机多年。